# Ratusz w Lewoczy
Ratusz w Lewoczy – znajduje się w centralnej części wydłużonego lewockiego rynku, pomiędzy kościołem św. Jakuba (od północnego wschodu) a kościołem ewangelickim (od południowego zachodu). Usytuowany jest swą dłuższą osią równolegle do dłuższej osi rynku.
Pierwotnie gotycki, murowany, wybudowany w końcu XV w. Po wielkim pożarze z 1550 r., w którym spłonęło również całe archiwum miejskie, odbudowany w stylu renesansowym w latach 1551-1559. W 1615 r. rozbudowany, z dobudowaniem późnorenesansowych arkad na parterze i piętrze. Na południowej fasadzie, w prawym narożniku, pozostałości pierwotnej polichromii. Na fasadzie między oknami powstałe później przedstawienia ludowych cnót: powściągliwości, przezorności, dzielności, cierpliwości i sprawiedliwości. Po stronie północno-wschodniej ratusz jest obecnie połączony z renesansową wieżą, która była wzniesiona w latach 1656-1661 i służyła jako dzwonnica miejska. Obecne wejście do muzeum i mansardowy dach powstały w wyniku romantycznej przebudowy ratusza w latach 1893-1895. Godna uwagi jest sklepiona sień oraz sala posiedzeń rady miejskiej, nakryta belkowanym stropem. Na drzwiach obraz Lewockiej Białej Pani (Júlia Korponayová - Julianna Géczy), który pierwotnie znajdował się w jednej z nisz murów obronnych.

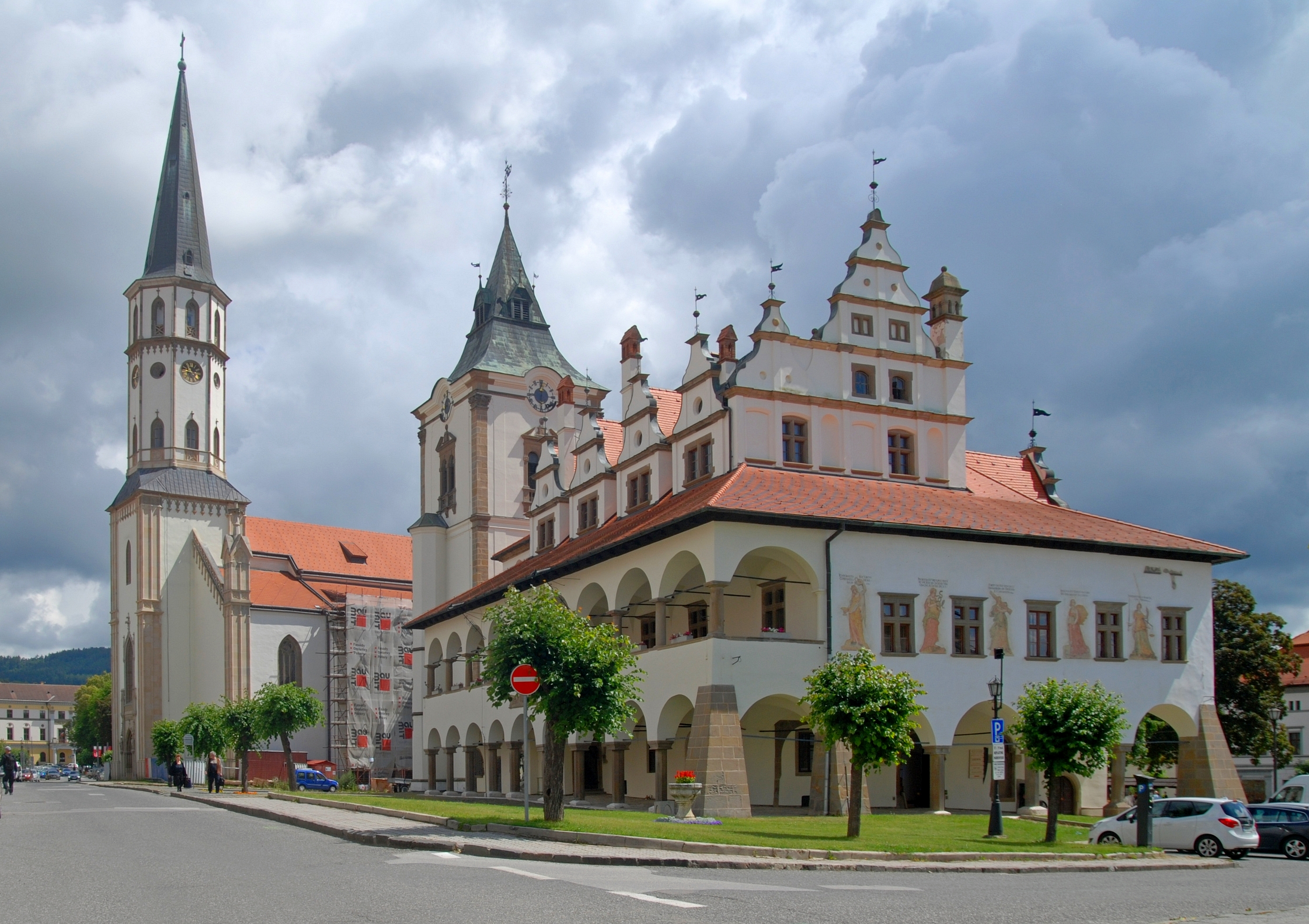
Widok od strony zachodniej
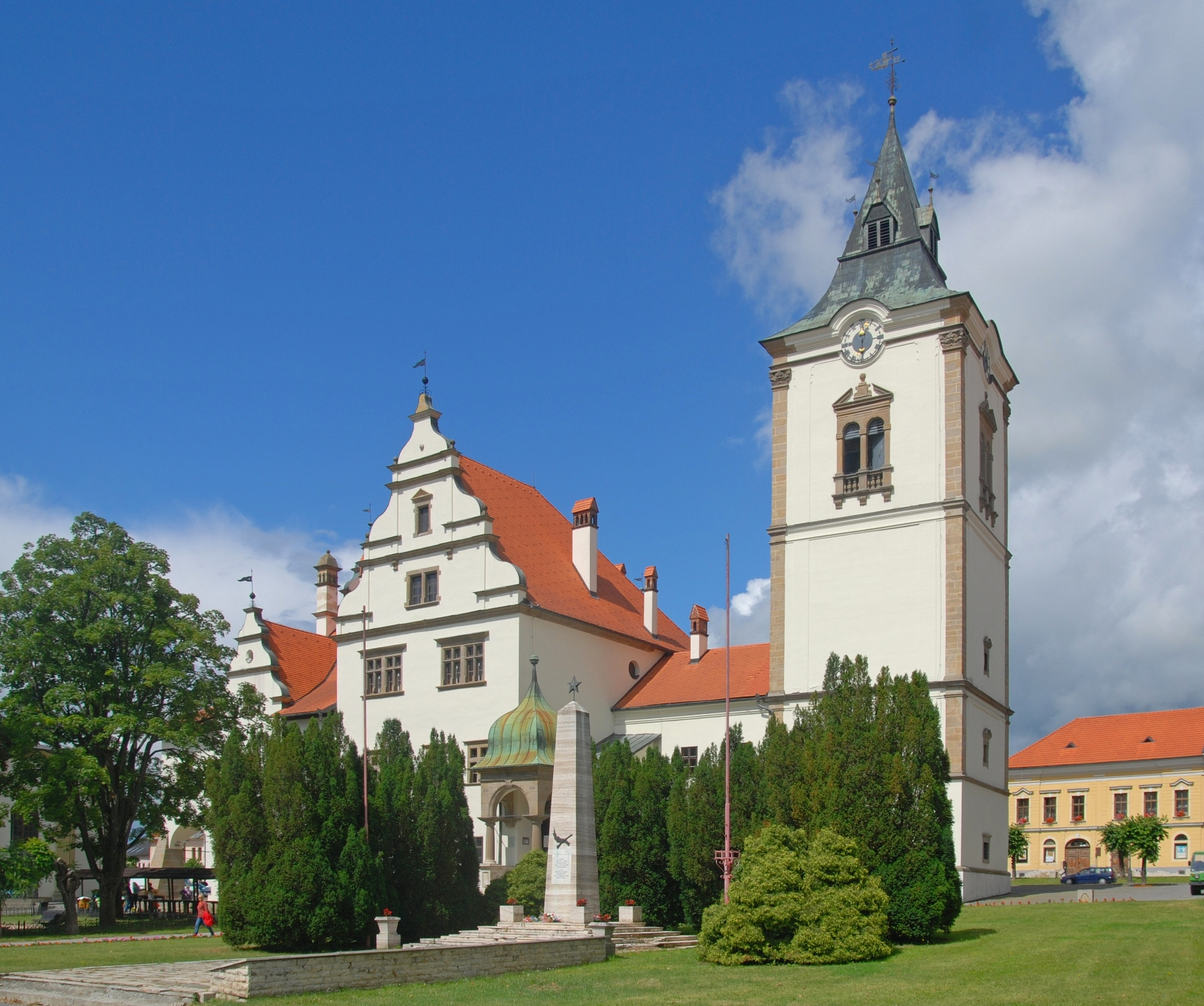
Elewacja południowa
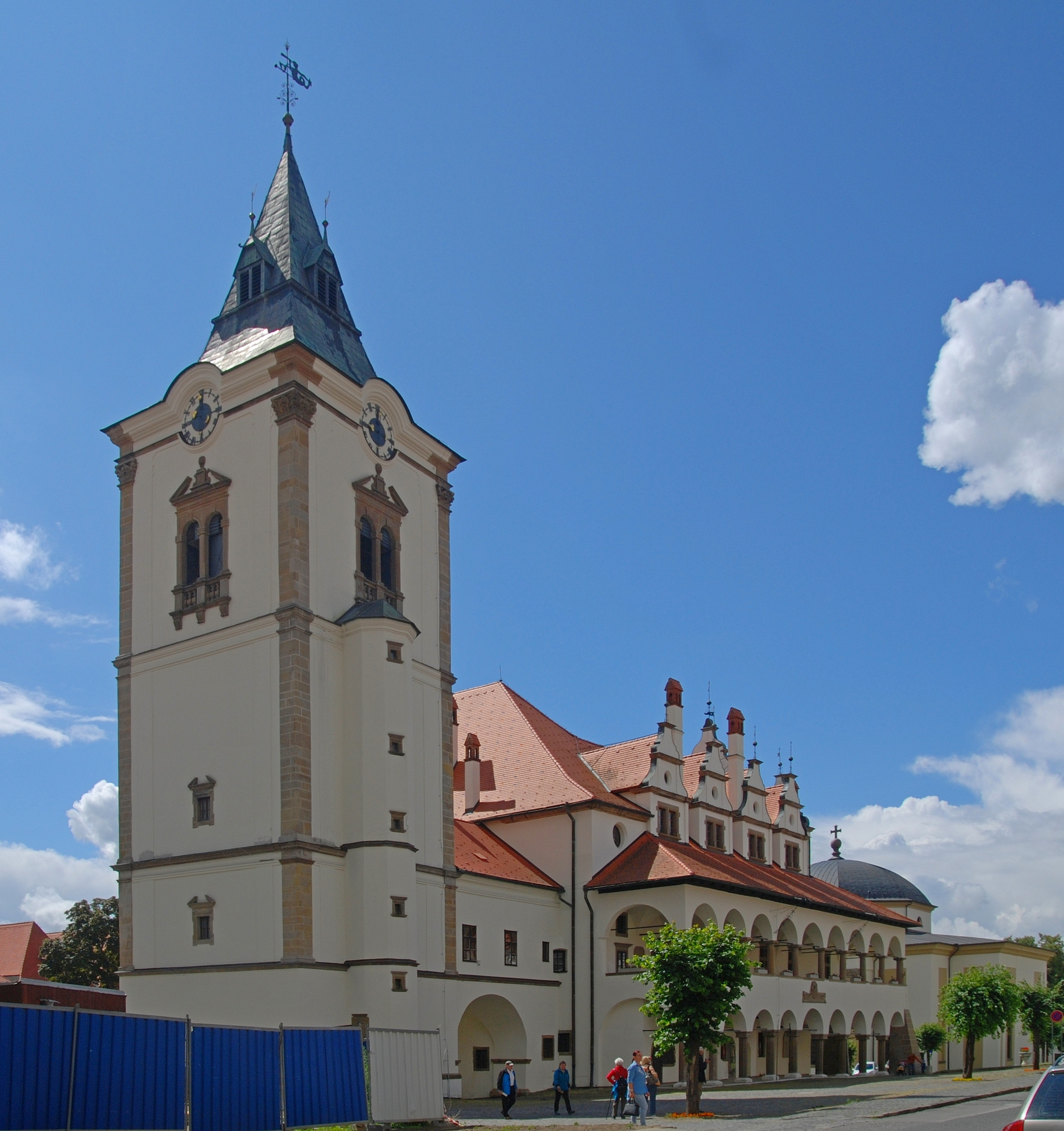
Widok od strony wschodniej

W pomieszczeniach na piętrze ratusza ma obecnie siedzibę Muzeum Spiskie, prezentujące dzieje miasta na tle historii Spisza, wyroby miejscowego rzemiosła i sztuki oraz przyrodę Spisza. Sala posiedzeń rady miejskiej służy celom reprezentacyjnym.

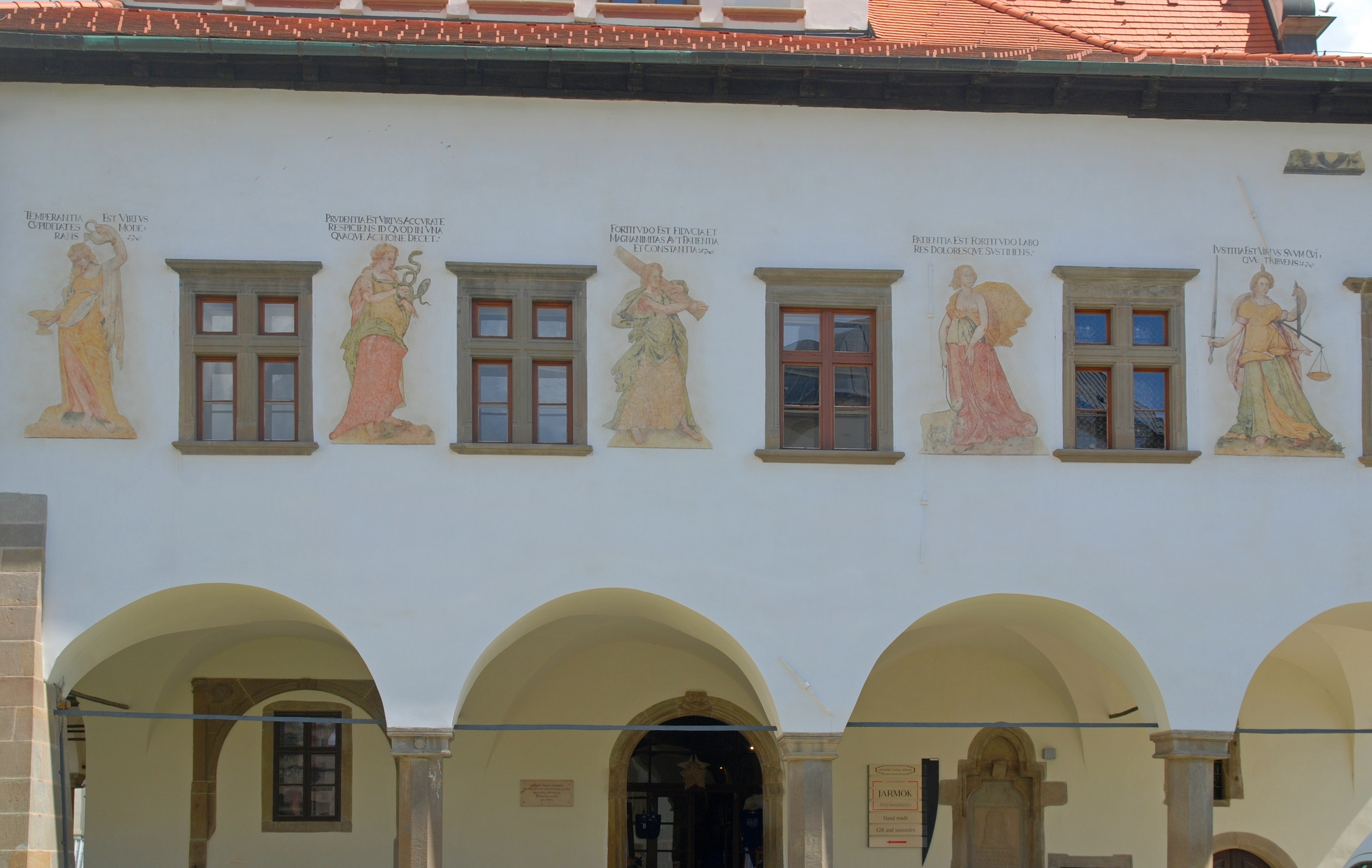
Fragment elewacji zachodniej
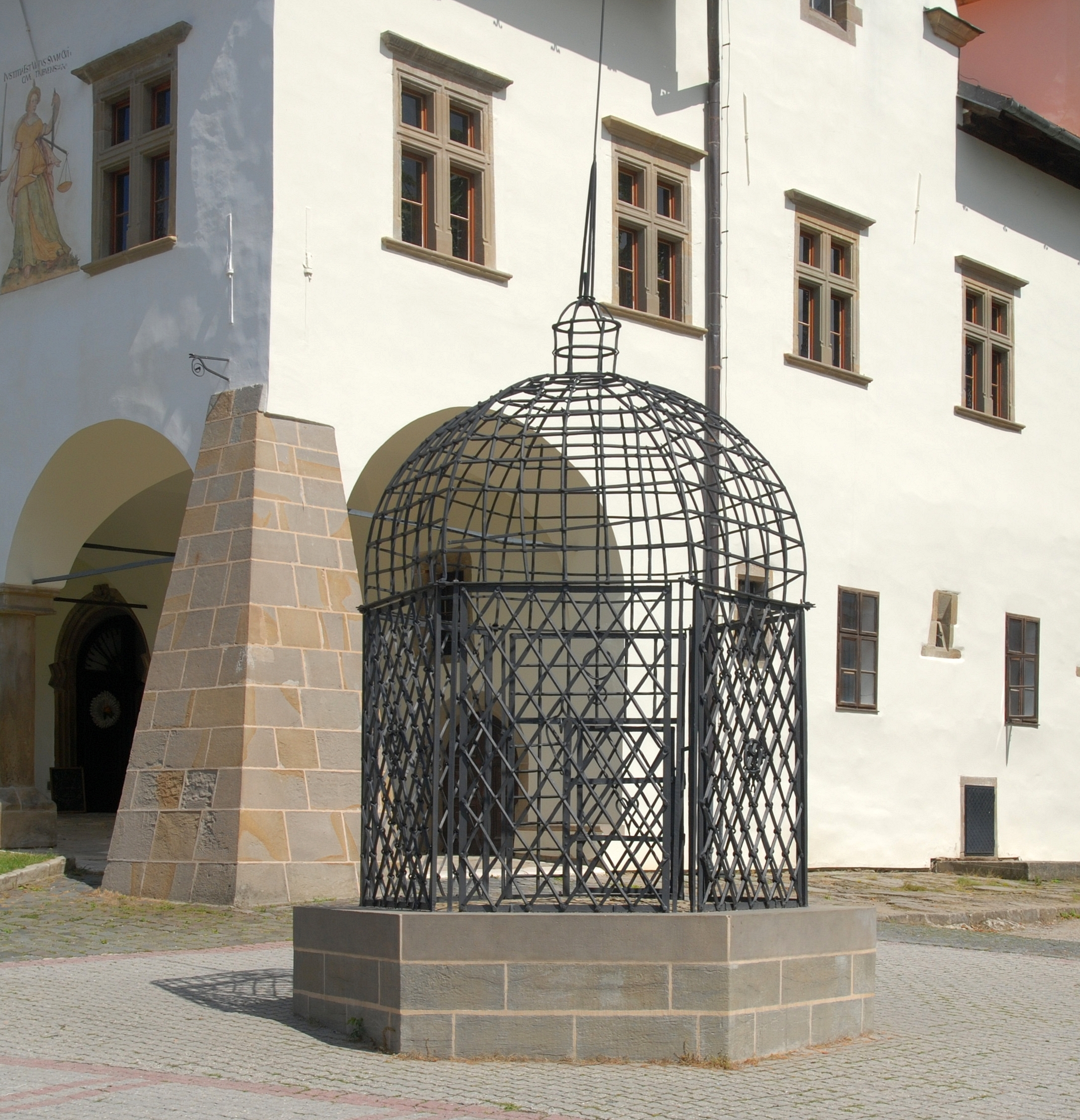
Klatka hańby
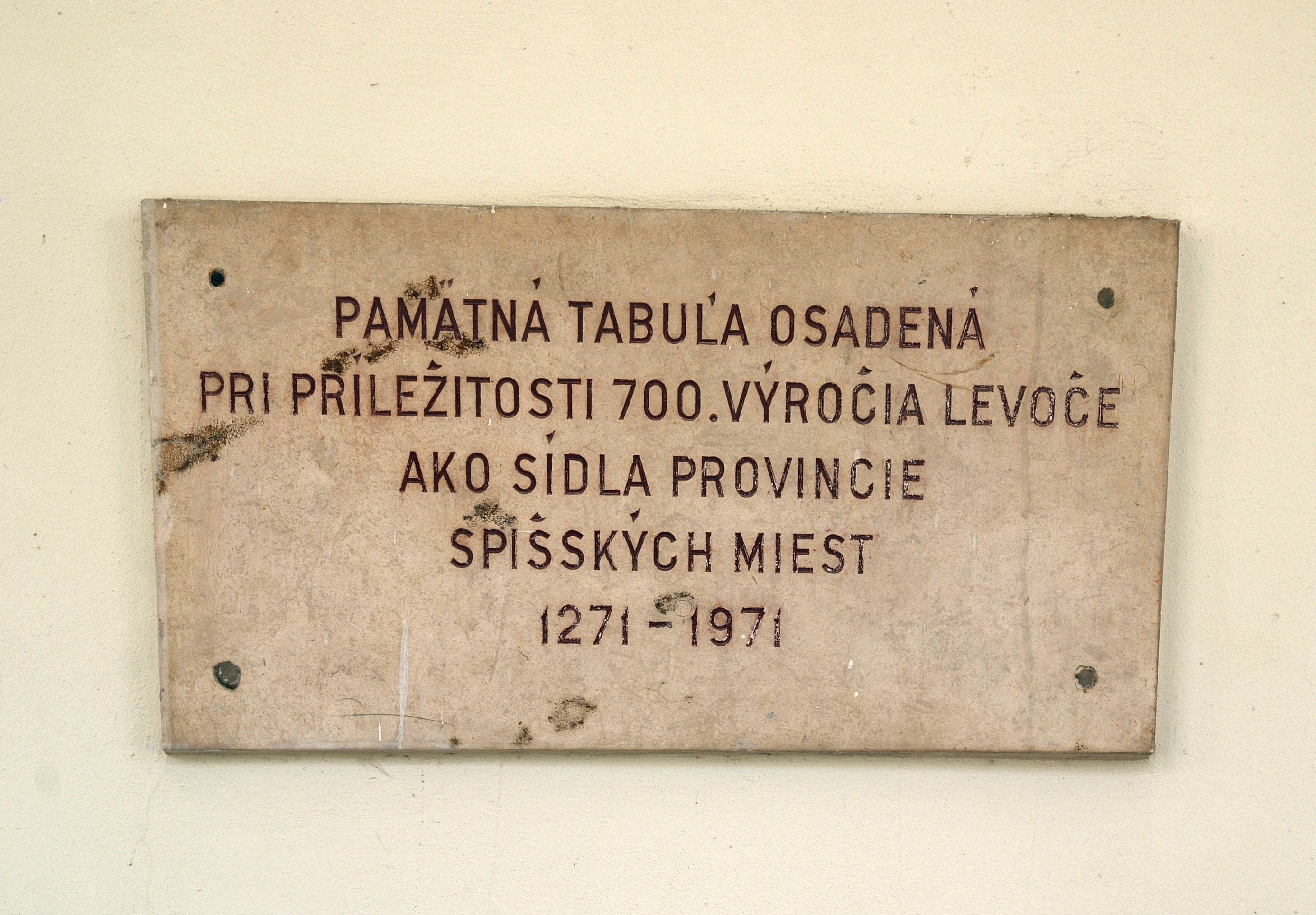
Tablica pamiątkowa